# Alfredo Bablot
Alfred Bablot d'Olbreuse (Burdeos, 12 de febrero de 1827-Ciudad de México 7 de abril de 1892), conocido como Alfredo Bablot, fue un músico y periodista francés.

## Biografía y carrera
Alfred Bablot d'Olbreuse nació el 12 de febrero de 1827 en Burdeos, Francia. En 1849, emigró a México, fungiendo como secretario de la cantante Anna Bishop. En 1850, fundó el periódico El Daguerrotipo, que más adelante se convirtió en El Telégrafo. De 1871 a 1878, fue propietario y director del periódico El Federalista.
En 1881, fue nombrado como el primer director extranjero del entonces conocido como Conservatorio Nacional de Música y Declamación, un cargo que ocupó durante once años, hasta su fallecimiento, y en 1889, incursiono brevemente como secretario de la Comisión Mexicana en la Exposición de París.

### Muerte
El 7 de abril de 1892, Bablot falleció en la Ciudad de México a los 65 años de edad, dos meses antes de que su hijo Rafael Bablot Peña y su esposa dieran la bienvenida a su nieta Margarita Bablot Morales, quien a su vez dio a luz a la actriz y bailarina de ballet mexicana Lupita Torrentera, el 2 de noviembre de 1931. Su cuerpo fue enterrado en el Panteón Civil de Dolores, ubicado en la misma ciudad.